# Voldemort (système de fichiers distribué)
Voldemort est un Système de fichiers distribué fondé sur le principe de stockage Clé-Valeur utilisé et développé par LinkedIn pour son stockage de «haute-scalabilité». Son nom est tiré de l'antagoniste de l'œuvre de fiction Harry Potter, Voldemort. Le projet ne consiste pas en un système de gestion de base de données, mais plutôt en une table de hachage persistante de haute-disponibilité, tolérante aux pannes et distribuée.

## Source de la traduction
- (en) Cet article est partiellement ou en totalité issu de l’article de Wikipédia en anglais intitulé « Voldemort (distributed data store) » (voir la liste des auteurs).